# Clinotanypus variegatus
Clinotanypus variegatus är en tvåvingeart som beskrevs av Jean-Jacques Kieffer 1926. Clinotanypus variegatus ingår i släktet Clinotanypus och familjen fjädermyggor. Inga underarter finns listade i Catalogue of Life.